# 高圓媛
高圓媛（1992年4月4日—），台灣演員，凱渥旗下模特兒。復興高中戲劇班校友，國立臺北藝術大學戲劇學系畢業。

## 作品

### 電視劇
- 2013年《小妹》，大愛電視台、中天。飾演女主角廖秀珠。[1]
- 2014年《不能沒有妳》，大愛電視台、中天。飾演女配角薇薇。

### 舞台劇
- 2015年 《玩命諾拉 Nora Kills》

### 廣告
- 2015年 統一科學麵  環島篇
- 2015年 LIVINA 安心長大
- 2015年 NISSAN 創造人車新價值
- 2016年 頂好  圍爐篇
- 2016年 KYMKO 機車
- 2016年 逸萱秀洗髮精 撥梳順篇
- 2016年 肯德基 喔耶篇
- 2016年 黑松黑松茶花 不知不覺篇
- 2016年 攜程旅遊
- 2016年 肯德基醬玩派對桶 醬玩篇
- 2016年 肯德基醬玩派對桶 香芒篇